# Louis Andriessen
Pour les articles homonymes, voir Andriessen (homonymie).
Œuvres principales
De Staat
De Materie
Writing to Vermeer
Louis Andriessen, né le 6 juin 1939 à Utrecht aux Pays-Bas et mort le 1er juillet 2021 à Weesp,, est un compositeur néerlandais.

## Biographie

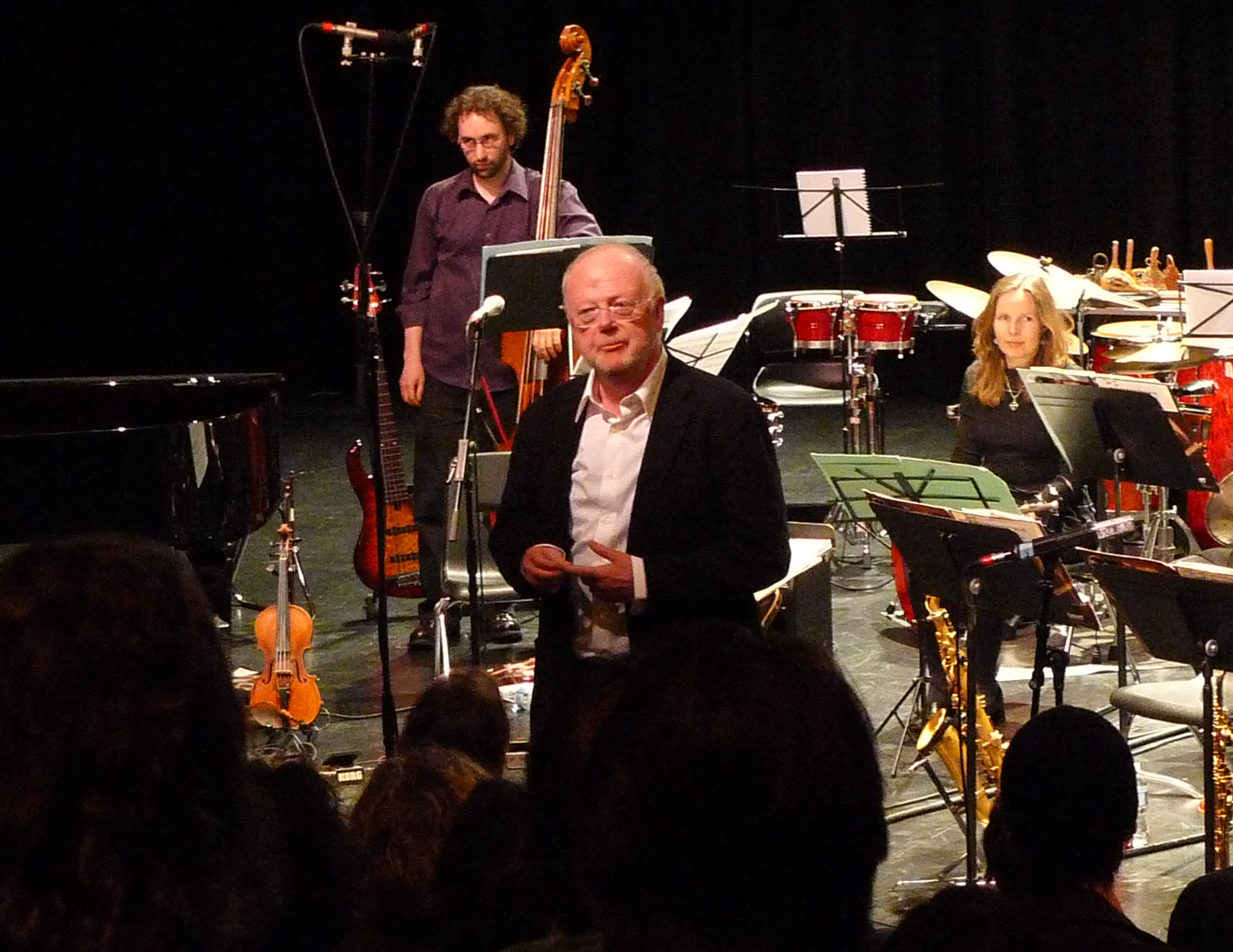
Louis Andriessen en 2009.

Issu d'une famille de musiciens — son père, Hendrik Andriessen (1892-1981), est également compositeur — Louis Andriessen a étudié avec Kees van Baren, au Conservatoire royal de La Haye puis Luciano Berio à Milan et Berlin.
Son œuvre, inspirée par la philosophie platonicienne (par exemple De Staat inspirée de La République), est diversifiée et présente la particularité de comporter des partitions pour saxophone (dont Hout, pour saxophone ténor, marimba, guitare et piano, écrite en 1991).
Louis Andriessen a abordé tous les genres : d'abord dans la lignée du sérialisme et du dodécaphonisme, puis dans celle du post-modernisme, inspiré par la musique minimaliste des répétitifs américains (notamment Steve Reich) et l'harmonie consonante ou polytonale. Il a également travaillé pour le cinéma, et l'opéra avec le réalisateur Peter Greenaway.
Il est membre du jury du prix de composition Tōru-Takemitsu en 2000.

## Œuvres
- Rondo Barbaro (1954) pour piano
- Sonata (1956) pour flûte et piano (dédié à Lucas van Regteren Altena)
- Elegy (1957) pour violoncelle et piano (il existe également un arrangement pour contrebasse et piano de Quirijn van Regteren Altena)
- Nuit d'été (1957) pour piano quatre mains
- Quartet in two movements (1957) pour quatuor à cordes
- Séries (1958) pour 2 pianos
- Nocturnen (1959) (texte du compositeur) pour 2 sopranos et orchestre (dédié à Jeanette Yanikian)
- Percosse (1959) pour flûte, trompette, basson et percussion
- Prospettive e Retrospettive (1959) pour piano
- Trois Pièces (1961) pour piano main gauche
- Aanloop en sprongen (1961) (Rincorsa e salti) pour flûte, hautbois et clarinette en Si bémol
- Ittrospezione I (1961) pour piano 4 mains
- Joli commentaire (1961) pour piano 4 mains
- Paintings (1961) pour un flûtiste (ou un joueur de flûte à bec) et un pianiste
- Étude pour les timbres (1962) pour piano
- Triplum (1962) pour guitare (dédié à Jeanette Yanikian)
- Canzone 3 (Utinam) (1962) pour voix et piano
- Constructions for a Ballet (1962, révision 2009) pour orchestre, incluant Ondine, timbres voor orkest
- Plain-chant (1963) pour flûte et harpe (dédié à Eugenie van des Grinten et Veronica Reyns)
- Ittrospezione II (1963) pour grand orchestre
- Sweet (1964) pour flûte à bec alto (dédié à Frans Brüggen)
- Registers (1963) pour piano
- A flower song II (1964) pour hautbois solo
- A flower song III (1964) pour violoncelle solo
- Ittrospezione III (concept I) (1964) pour 2 pianos et 3 groupes instrumentaux
- Double (1965) pour clarinette et piano (dédié à George Pieterson et Tan Crone)
- Ittrospezione III (Concept II) – Fragment (1965) saxophone ténor ad libitum, 2 pianos (section de Ittrospezione III [Concept II] ; peut être interprété séparément)
- Beatles Songs (1966) (arrangements satiriques de quatre chansons des Beatles) pour voix de femme et piano
- Souvenirs d'enfance (1954–1966) pour piano
- Rage, rage against the dying of the light (1966) pour 4 trombones
- Anachronie I (1966–67) pour grand orchestre
- The Garden of Ryoan-gi (1967) pour 3 orgues électroniques
- Worum es ging und worum es geht (1967) (avec Misha Mengelberg) pour orchestre
- Contra tempus (1967–1968) pour grand ensemble
- Choralvorspiele (1969) pour orgue barrel
- Anachronie II (1969) pour hautbois, petit orchestre (4 cors, harpe, piano, cordes)
- Hoe het is (1969) pour 52 cordes et live electronics
- Sonate op.2 nr.1 (1969) pour piano avec des interruptions de quatuor à cordes (basé sur la sonate pour piano n°1 de Ludwig van Beethoven)
- Reconstructie (1969) (avec Reinbert de Leeuw, Misha Mengelberg, Peter Schat, Jan van Vlijmen, livret de Hugo Claus, Harry Mulisch) Opéra de moralité pour solistes, 3 chœurs mixtes (chacun à 4 voix), orchestre (11 bois, 7 cuivres, 2 guitares, 11 claviers, 10 cordes), live electronics
- De negen symfonieën van Beethoven (1970) pour cloche de glacier, orchestre
- Spektakel (1970) pour improvisational ensemble d'improvisation (saxophone [+ clarinette basse], alto, guitare basse, orgue électronique [+ piano], percussion [ou d'autres instruments]), petit orchestre (12 bois, 4 cors, 6 percussions)
- Vergeet mij niet (1970) (Forget me not) pour hautbois
- La voile du bonheur (1966–1971) pour violon et piano
- een, twee (1971) pour orgue, 10 instrumentistes et piano
- In Memoriam (1971) pour bande
- Volkslied (1971)
- De Volharding (1972)[3]
- Dat gebeurt in Vietnam (1972) pour ensemble de vents
- Thanh Hoa (1972)
- Canzone 3: Utinam (1972)
- On Jimmy Yancey (1973)
- Voor Sater (1973) pour ensemble de vents
- Amsterdam Vrij (1973) pour ensemble de vents
- Il Duce (1973) pour bande
- The family (1973) pour ensemble
- Melodie (1972–1974) pour flûte à bec alto et piano
- Il Principe (1974) (texte de Niccolò Machiavelli)
- Wals (1974) pour piano
- Symfonieën der Nederlanden (1974)
- Nederland, let op uw schoonheyt (1975)
- Workers Union (1975)
- De Staat (1972–76)
- Mattheus passie (1976)
- Hoketus (1975–76)
- Orpheus (1977)
- Symphonie voor losse snaren (1978) pour 12 cordes
- Laat toch vrij die straat (1978) (texte de Jaap van der Merwe) pour voix et piano
- Hymn to the Memory of Darius Milhaud (1978) (version de chambre)
- Felicitatie (1979) pour trois trompettes
- Toespraak (1979) pour récitant qui joue aussi du trombone
- Mausoleum (1979 rev. 1981) (textes de Mikhail Bakunin et Arthur Arnould)
- Music for the film The Alien (1980) (Rudolf van den Berg)
- George Sand (1980) (texte de Mia Meyer) pour 8 voix et 4 pianos
- Un beau baiser (1980) pour chœur mixte
- Messe des pauvres d'Erik Satie, arrangement par Louis Andriessen
- Ende (1981) pour deux flûtes à bec altos (1 joueur) (dédié à Frans Brüggen)
- Anfang (1981) pour flûte à bec sopranino et piano
- De Tijd (1979–81)
- Commentaar (1981) (texte de Wilhelm Schön) pour voix et piano
- La voce (1981) (texte de Cesare Pavese) pour violoncelle et voix
- Disco (1982) pour violon et piano
- Overture to Orpheus (1982) pour clavecin
- De Snelheid (1982–83 rev. 1984) pour 3 ensembles amplifiés
- Y después (1983) (texte de Federico García Lorca) pour voix et piano
- Menuet voor Marianne (1983) pour piano
- Trepidus (1983) pour piano
- Doctor Nero (1984)
- Berceuse voor Annie van Os (1985) pour piano
- De Lijn (1986) pour 3 flûtes
- Dubbelspoor (1986 rév. 1994) musique de ballet pour piano, clavecin, célesta et glockenspiel
- De Materie (1984–88)
- De Toren (1988, rev. 2000) pour carillon
- Nietzsche redet (1989) (texte de Friedrich Nietzsche) pour récitant, flûte alto, cor anglais, clarinette, clarinette basse, basson, 2 violons, alto, 2 violoncelles, contrebasse et 2 pianos
- Flora Tristan (1990) pour chœur mixte a cappella (texte de Fleur Bourgonje)
- Facing Death (1990) pour quatuor à cordes amplifié
- Dances (1991)
- M is for Man, Music, Mozart (1991)
- Lacrimosa (1991) pour 2 bassons (il existe également un arrangement pour deux flûtes de Manuel Zurria)
- Hout (1991) pour saxophone ténor, guitare électrique, piano et marimba (+ woodblocks)
- Romance voor Caecilia (1991) pour piano
- Nadir en Zenit (1992) improvisations sur des poèmes de Sybren Polet pour voix et piano (+ synthétiseur)
- ...not being sundered (1992) (texte de Rainer Maria Rilke) pour soprano, flûte et violoncelle
- Song Lines (1992) pour 3–6 saxophones
- Deuxième chorale (1992) pour music box
- The Memory of Roses (1992) pour piano (+ toy piano)
- Chorale (1992) pour piano
- M is Muziek, Monoloog en Moord (1993) (texte de Lodewijk de Boer)
- Lied (1993) pour piano
- Rosa - A Horse Drama: The Death of a Composer (1993–94) (livret de Peter Greenaway) opéra.
- Een lied van de zee (1994) (texte par Hélène Swarth) pour chanteuse
- Zilver (1994) pour flûte, clarinette, violon, violoncelle, piano, vibraphone et marimba
- Base (1994) pour piano main gauche
- Odysseus' Women (1995) (texte d'Homer, choreographie par Beppie Blankert) pour 2 sopranos, 2 altos et sampler
- De komst van Willibrord (1995) pour carillon
- To Pauline O (1995) pour hautbois
- Machmes Wos (1996) pour voix et piano
- Trilogie van de Laatste Dag (1996–97)
- De herauten (1997) pour 3 cors, 3 trompettes, 3 trombones, tuba et timbales
- Not an Anfang (1997) pour piano
- De eerste minnaar (1998) (texte de Toon Tellegen) pour voix de garçon et orgue, 1998 (section de l'œuvre Oldenbarneveldt)
- Tuin van Zink (1998) pour alto et live electronics
- Writing to Vermeer (1997–99) (livret de Peter Greenaway) opéra
- Woodpecker (1999) pour percussion
- Image de Moreau (1999) pour piano
- Dirck Sweelinck Missed the Prince (1999) pour clavecin
- Passeggiata in tram in America e ritorno (1999) (texte de Dino Campana) pour chanteuse italienne, violon et piano
- What Shall I Buy You, Son? (2000) pour voix et piano
- Boodschappenlijstje van een gifmengster (2000) (texte du compositeur)
- Inanna's Descent (2000) pour mezzo-soprano, piccolo, hautbois, violon, piano, 2 ensembles de percussion
- The New Math(s) (2000) (texte de Hal Hartley) pour soprano, flûte transverse, violon, marimba, CD (musique de Michel van der Aa) (partition pour un film, mais peut être interprété en version de concert)
- Feli-citazione (2000) pour piano
- Passeggiata in tram in America e ritorno (2001) (texte de Dino Campana) pour chanteuse italienne et ensemble
- De vleugels van de herinnering (2001) (texte de Larissa Tiginachvili) pour voix et piano
- Fanfare om te beginnen (2001) pour 6 groupes de cors
- La Passione (2000–02) (texte de Dino Campana) pour chanteuse de jazz, violon et petit orchestre
- Very Sharp Trumpet Sonata (2002) pour trompette
- Tuin van Eros (Garden of Eros) (2002) pour quatuor à cordes
- Klokken voor Haarlem (Cloches de Harlem) (2002) pour piano, célesta, synthétiseur, vibraphone (+ glockenspiel)
- Pupazzetti d'Alfredo Casella, arrangé par Louis Andriessen pour ensemble en 2002–2003
- Inanna (2003) textes de Hal Hartley et Theo J.H. Krispijn, pour 4 voix, 3 acteurs, chœur mixte, clarinette contrebasse, 4 saxophones, violon et film (de Hal Hartley)
- Letter from Cathy (2003) (texte d'une lettre de Cathy Berberian à Andriessen) pour chanteuse de jazz, harpe, violon, contrebasse, piano et percussion
- Tuin van Eros (2003) pour violon et piano
- RUTTMANN Opus II, III, IV (2003) pour flût, 3 saxophones, cor, 3 trompettes, 3 trombones, contrebasse et piano (musique pour un film de Walter Ruttman, écrit pour le Filmmuseum Biennale de 2003)
- Haags Hakkûh (The Hague Hacking) (2003) pour 2 pianos. Renommé en Haags Hakkûh Stukje (The Hague Hacking Scrap) en 2008.
- Racconto dall'inferno (2004) (texte de Dante Alighieri) pour chanteuse de jazz et petit orchestre (Partie II de La Commedia (2004–08).
- De Opening (2005) pour ensemble (combinant l'Orkest de Volharding, l'ASKO Ensemble et le Schoenberg Ensemble)
- Vermeer Pictures (2005), suite de concert pour orchestre extrait de  Writing to Vermeer (arrangement de Clark Rundell)
- XENIA (2005) pour violon
- Hymn to the memory of Darius Milhaud pour ensemble (1974/2006)
- Hellende Fanfare (2006) pour voix et ensemble (texte de Dino Campana)
- Raadsels (2006) pour violon seul
- ..miserere... (2006–07) pour quatuor à cordes
- The City of Dis or: The Ship of Fools (2007) pour voix et ensemble. Partie I de La Commedia (2004–08).
- La Commedia (2004–08), opéra filmé en cinq parties (textes de Dante et Vondel et des extraits de l'Ancien Testament). L'œuvre a reçu le Grawemeyer Award en 2011.
- Haags Hakkûh (The Hague Hacking) (2008) pour deux pianos et grand ensemble
- Christiaan Andriessens uitzicht op de Amstel (Christiaan Andriessen's view on the river Amstel) (2009) pour ensemble
- Life (2009) for ensemble, avec un film de Marijke van Warmerdam
- Anaïs Nin (2009/10) pour chanteur, ensemble et film
- La Girò (2011), pour violon solo et ensemble
- Mysteriën (2013), pour orchestre[4]
- Tapdance (2013), concerto pour percussion et grand ensemble
- Two way ticket (2014), pour piano
- Theatre of the World (2013–15), une œuvre scénique en neuf scènes (livret par Helmut Krausser)[5]
- Mach's mit mir, Gott (2016), pour orgue
- Signs and Symbols (2016), pour ensemble de vents et percussion
- Ahania Weeping (2016), pour chœur mixte
- De goddelijke routine (2017), pour orgue
- Rimsky or La Monte Young (2017), pour piano
- Agamemnon (2017), pour narrateur et grand orchestre
- Searching for unison (étude) (2018), pour piano
- The Only One (2018), cycle de mélodies pour chanteuse de jazz et grand ensemble, dédié à Nora Fischer, qui a créé la pièce aux Proms en 2019[6]
- May (2019), pour chœur et orchestre